# Casa di Normandia
La Casa di Normandia (in francese Rollonides, "discendenti di Rollone") è la denominazione della famiglia normanna che regnò sul Ducato di Normandia e, dopo la conquista, sul Regno d'Inghilterra, durando fino al 1154, quando gli succedettero gli eredi dalla Casa dei Plantageneti.
A differenza dell'ambito anglofono, presso gli studiosi francesi si tende ad individuare i membri da Riccardo I in una casata di derivazione, i Richardides
.

## Storia
Capostipite fu lo jarl norvegese Hrôlfr, più noto come Rollone, che verso la fine del IX secolo guidò l'armata vichinga di cui era a capo all'occupazione della costa nordoccidentale del Regno dei Franchi, dove già anni prima, soprattutto nella regione del Cotentin, si formarono i primi insediamenti di popolazioni scandinave, in massima parte originarie della Norvegia.
Le scorrerie normanne arrivarono fino alle porte di Parigi, e nel 911, dopo una serie di scontri e razzie nel territorio circostante, i Normanni arrivarono ad assediare la capitale del regno dei Franchi occidentali. Il sovrano Carlo il Semplice, nel tentativo di ottenere una preziosa alleanza con i Normanni, offrì a Rollone il controllo di un vasto territorio corrispondente all'antica Neustria in cambio della promessa di supporto militare e di riduzione delle scorrerie vichinghe nel territorio franco, sancita con la sua conversione al cristianesimo. Tale possedimento si espanse attraverso l'annessione di diversi territori limitrofi, che nel 924 portarono al riconoscimento del Ducato di Normandia e alla conversione in massa al cristianesimo dei normanni.
Il bisnipote di Rollone, Guglielmo il Conquistatore, il 28 settembre 1066 sbarcò a capo di 5 000 uomini a Pevensey, nel Sussex, dando il via alla conquista normanna dell'Inghilterra. Il conflitto si concluse il 14 ottobre con la vittoria normanna nella Battaglia di Hastings, dove si scontrarono le truppe normanne contro quelle sassoni di re Aroldo II. I normanni stabilirono quindi il loro controllo sull'isola, e Guglielmo fu incoronato re d'Inghilterra il 25 dicembre.

## Duchi di Normandia (911-1144)
- Rollone (911-927)
- Guglielmo I (927–942)
- Riccardo I (942–996)
- Riccardo II (996–1027)
- Riccardo III (1027)
- Roberto I (1027–1035)
- Guglielmo II (1035-1087)
- Roberto II (1087–1106)
- Enrico I (1106–1135)
- Guglielmo III (1120)
- Stefano (1135-1144)

## Re d'Inghilterra (1066-1154)
- Guglielmo I (1066–1087)
- Guglielmo II (1087–1100)
- Enrico I (1100–1135)
- Stefano (1135–1154)
- Matilde (1141) (contestata)

## Conti di Fiandra (1127-1128)
- Guglielmo Cliton (1127-1128)